# 小場恒吉
小場恒吉（おば つねきち、1878年〈明治11年〉1月25日 - 1958年〈昭和33年〉5月29日）は日本の紋様学者、美術史家、画家。

## 年譜
- 1898年（明治31年） - 秋田尋常中学校卒業[1]
- 1903年（明治36年） - 東京美術学校図案科卒業[2]
- 1906年（明治39年） - 秋田県立秋田工業学校教諭[1]
- 1908年（明治41年） - 東京美術学校助手[2]
- 1912年（大正元年） - 東京美術学校助教授[2]
- 1916年（大正5年） - 朝鮮総督府学務局[3]
- 1949年（昭和24年） - 東京芸術大学教授[2]
- 1950年（昭和25年） - 日本藝術院恩賜賞受賞（「日本紋様の研究」）[2]
- 1952年（昭和27年） - 退官[1]

## 人物
秋田藩主佐竹家の一族、小場家の分家であった小場新吾の長男として秋田県秋田町亀ノ丁堀反町に生まれる。
13歳のときに親戚の画人小室怡々斎（いいさい）に師事し、狩野派の日本画を学んだ。東京美術学校も当初は日本画科へ入学したが、頼りにしていた同郷の日本画科教官寺崎広業が「美校騒動」で岡倉覚三（天心）らとともに学校を去ると、図案科へ転じた。
美校卒業後は茨城県立龍ヶ崎中学校教諭、次いで秋田県立秋田工業学校教諭を務めていたが、1908年（明治41年）1月、請われて東京美術学校助手となる。1912年（大正元年）には助教授となり、工芸史、紋様史を担当。また同年、関野貞に要請され、朝鮮江西の古墳壁画の模写を行っている。以後1945年（昭和20年）まで断続的に 高句麗古墳壁画模写、楽浪古墳発掘、慶州南山仏蹟の調査に携わり、1916年（大正5年）からは朝鮮総督府学務局に勤務した。
帰国後、美校図案科教授、芸術学科教授を務め、1949年6月、東京芸術大学教授に就任。同年、法隆寺五重塔塔心礎内舎利容器の調査委員にも就任している。また翌年には日本の紋様の時代的特徴と変遷を跡付けた功績を認められ日本芸術院賞恩賜賞を受賞。飛鳥から藤原期の紋様研究、古寺修復保存をライフワークとし、芸大退官後も平等院鳳凰堂建築装飾紋様模写復元図の制作に余生を捧げ、1958年（昭和33年）、80年の生涯を閉じた。
弟子に山崎昭二郎、孫弟子に大山明彦

秋田市章

秋田県立秋田工業高等学校の校章は、小場恒吉が秋田工業学校教諭時代にデザインしたものであり、また秋田市の市章は1928年（昭和3年）、市制施行40周年を記念して市会で決められたものであるが、デザインの考案者は小場恒吉である。後者は久保田城のあった矢留の森（現在の千秋公園）の「矢留」と秋田の「田」をモチーフにしたもので、一般にも評判が良く、また日本画の大家平福百穂も当時の秋田市長宛に「申分なき出来と存じ候」との書簡を送っている。

## 栄典
- 紫綬褒章（1955年（昭和30年））[5]